# Dichtmaterial
Dichtmaterialien sind Werkstoffe und Hilfsmittel, die zum Abdichten verwendet werden.

## Pflanzenfasern
Speziell die zugfesten und verwitterungsresistenten Fasern der Hanfpflanze werden traditionell zur Abdichtung gegen Flüssigkeiten und Gase eingesetzt. Um die Poren der organischen Fasern luft- und flüssigkeitsdicht zu verschließen und zu konservieren, wird der Hanf oft mit wasserfesten, nicht flüchtigen Flüssigkeiten getränkt, von denen einige nach der Anwendung aushärten. 
In der Altbausanierung und dem ökologischen Bauen werden insbesondere Kokos- und Hanffasern als Wärmedämmung und Stopfmaterial zur luftdichten Abdichtung von Fugen verwendet. Kokosfaser ist ähnlich verwitterungsbeständig wie Hanffaser, jedoch spröder und weniger geschmeidig.
Zum Kalfatern von hölzernen Schiffsrümpfen werden Hanf und andere Fasermaterialien eingesetzt, die mit Holzteer oder Pech getränkt werden.

## Dichtmaterial für Rohrverbindungen

### Dichtungshanf

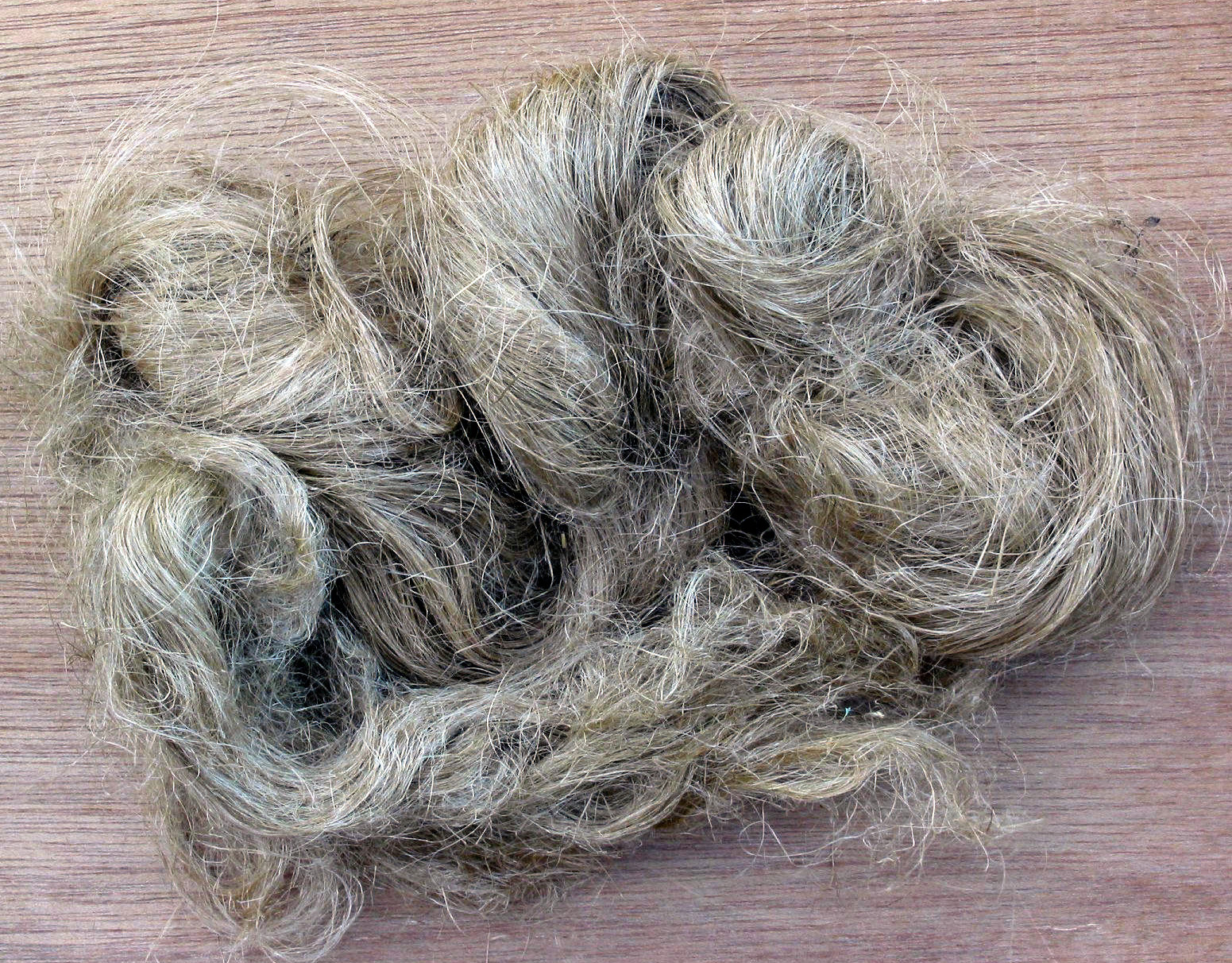
Werg

Dichtungshanf (auch Werg) besteht aus Hanf- oder Flachsfasern (Leinen) und ist ein Abdichtmittel für Gewinde. Es wird in Kombination mit einem meist pastösen Dichtungsmittel bei der Wasser- und Gasinstallation eingesetzt. Für Trinkwasserinstallationen ist eine hierfür zugelassene Abdichtpaste zu verwenden, ebenso für die Solarinstallation, bei der erhöhte Temperaturen und Drücke auftreten können. Rohrgewinde sollen eigentlich metallisch bzw. durch Formschluss abdichten, indem das Gewinde fest genug angezogen wird, dass sich die aufeinander gepressten Gewindeflanken plastisch verformen. Der Hanf sorgt für eine zusätzliche Sicherheit. Die Dichtpaste schützt den Hanf vor chemischer und biologischer Zersetzung, erleichtert das Eindrehen und füllt in den Gewindegängen verbleibende Hohlräume aus.

#### Vorteile
- Dichtungshanf quillt bei Kontakt mit Wasser auf, wodurch leichte Bewegung in der Dichtungsfuge ebenso wie die ungenaue Passung der konischen Verschraubung von Installationsrohren aus Stahl kompensiert werden können. Eine Verschraubung kann in der Regel nach dem Verschrauben zur Justage des Anschlussstückes bis zu einer Viertelumdrehung wieder geöffnet werden, ohne dass die Verbindung undicht wird.
- Die Temperaturbeständigkeit wird mit 140–160 °C angegebend[1] da Hanf bei höheren Temperaturen verzundern kann.[2] Andererseits wird Hanf zusammen mit einer temperaturfesten Abdichtpaste auch in Solaranlagen eingesetzt, in denen Temperaturen bis über 200 °C auftreten.[3] Obwohl Hanf kurzzeitige Hitzeeinwirkung möglicherweise verträgt, sollten Gewinde im Bereich von Rohrverbindungen, die gelötet oder geschweißt werden, erst nach diesen Arbeiten eingehanft werden.
- Im Gegensatz zu aushärtenden Dichtmassen kann die Verbindung später wieder gelöst werden.

#### Nachteile
- Die Verarbeitung ist aufwendiger als bei Dichtband: Glatte verchromte oder vernickelte Gewinde und Messinggewinde sollten vor dem Auftrag des Hanfs aufgeraut werden, damit die Hanffasern beim Zusammenschrauben nicht verrutschen. Intallateure streichen zu diesem Zweck mit der feinen Zahnung eines alten Metall-Sägeblatts einer Handbügelsäge quer über die Gewindegänge und erzeugen so Riefen in Längsrichtung des Rohres.[4] Es darf nur so viel Hanf verwendet werden, dass die Gewindespitzen noch zu erkennen sind. Gelegentlich wird empfohlen, den ersten Gewindegang sowie zusätzlich die letzten zwei Gewindegänge freizulassen, damit sich das Gewinde leichter zusammenfügen lässt und der erwünschte metallische Kontakt zwischen Innen- und Außengewinde nicht durch den Hanf verhindert wird. Anschließend können die Fasern mithilfe einer Drahtbürste fest in das Gewinde gestrichen werden. Anschließend wird ein pastöses Dichtungsmittel auf die Hanffasern gestrichen. Insbesondere bei luft- und gasführenden Rohrleitungen wird empfohlen, das Dichtmittel zusätzlich auch bereits vor dem Einlegen des Hanfes auf das Gewinde aufzutragen.[5]

Manche Hersteller verbieten die Verwendung von Hanf zur Eindichtung von Kunststoffgewinden (aus PVC). Hanffasern verrutschen auf Kunststoffgewinden leicht und können durch ihr Volumen eine Verformung der Gewindegänge im Kunststoff bewirken.

### Gewindedichtungsband

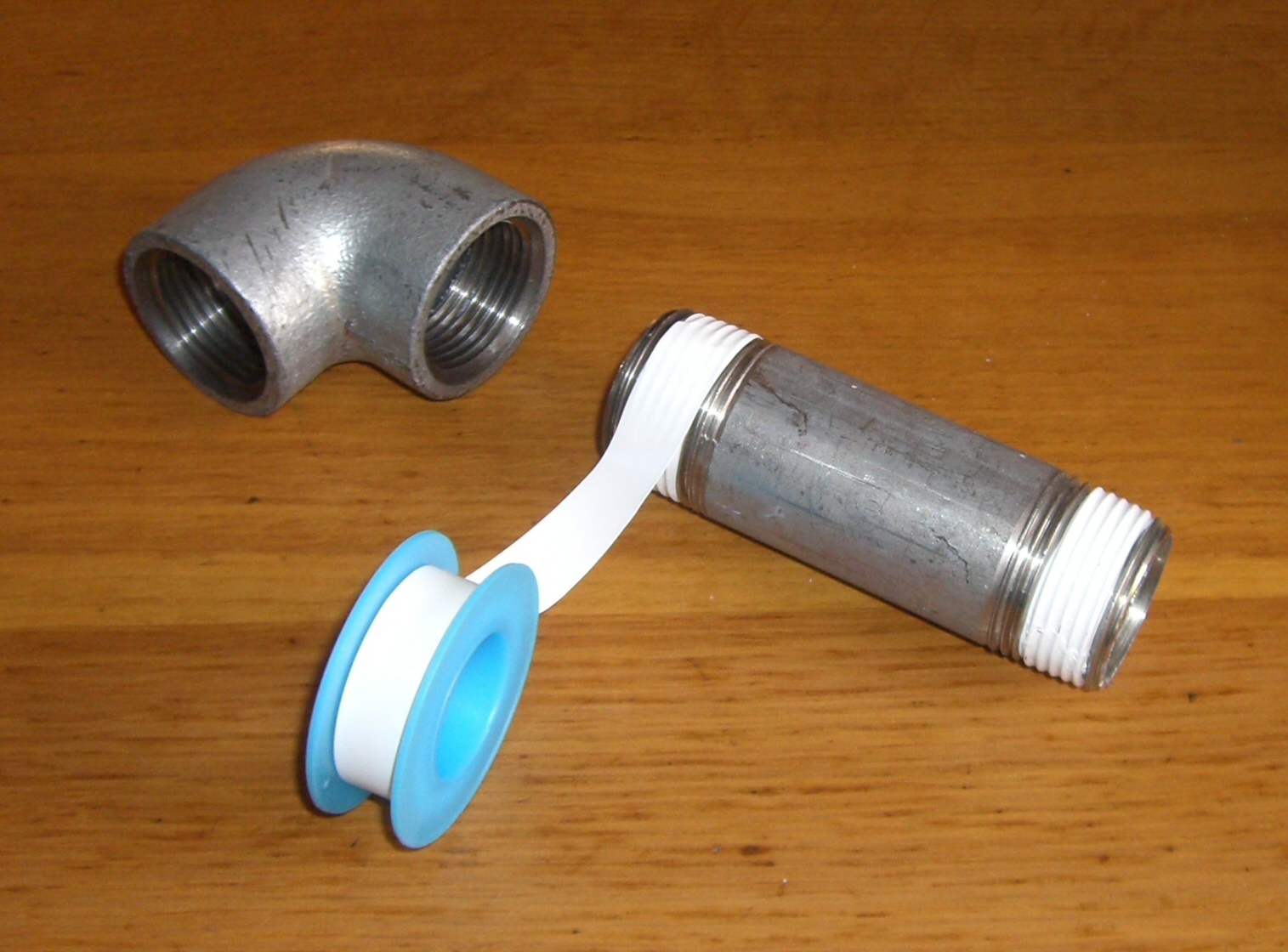
Teflonband im Einsatz

Dichtungsband (umgangssprachlich auch Teflonband oder Fluflex) besteht meist aus PTFE (Teflon). Im Gegensatz zu Dichtungshanf und Bleiwolle wird es ohne zusätzliche Hilfsmittel von der Rolle verarbeitet. Dichtungsband ist in verschiedenen Varianten erhältlich, zum Beispiel mit Zulassung für Gasinstallation oder hochtemperaturfest.
Manche Hersteller schreiben die Verwendung von Teflondichtbändern zur Eindichtung von Kunststoffgewinden (speziell auch für Gewinde aus PVC) vor, da Teflonband sehr dünn ist und das Kunststoffgewinde beim Einschrauben weniger beansprucht. Da das Verschrauben mit Teflonband weniger Kraft erfordert, lässt sich zudem eine Erhöhung des Drehmoments beim Anziehen des Gewindes besser wahrnehmen. Der Vorgang kann dann abgebrochen werden, bevor das Gewinde abreißt.
Obwohl Teflonband mit Zulassung für Temperaturen bis über 200 °C angeboten wird, raten einige Hersteller von der Verwendung in Solaranlagen ab, da es in der Vergangenheit zu Leckagen kam.
Verschiedene Gründe werden hierfür genannt:
- PTFE ist bei Temperaturen über 190 °C nicht mehr formstabil,
- durch Zugabe von Glykol als Frostschutzmittel verringert sich die Oberflächenspannung der Solarflüssigkeit, wodurch die Dichtwirkung herabgesetzt wird,
- die Temperaturdehnung der Verbindungsstücke ist in Solaranlagen größer und kann durch die dünne Teflonlage nicht ausgeglichen werden.

#### Vorteile
- chemisch beständig, kann daher mit so gut wie allen Medien verwendet werden[1]
- druckbeständig bis 20 bar, teilweise bis 30 bar[1]
- Temperaturbereich −60 °C bis +240 °C, teilweise bis 260 °C[1]
- metallische Gewinde brauchen nicht aufgeraut zu werden, da sich das dünne Teflonband in der Regel beim Zusammenschrauben nicht verschiebt
- leicht zu verarbeiten
- Im Gegensatz zu aushärtenden Dichtmassen kann die Verbindung später wieder gelöst werden.
- kann auch mit Kunststoffgewinde verwendet werden, da die definierte und gleichmäßige Stärke das Gewinde in der Regel weniger belastet als Hanffasern

#### Nachteile
- quillt nicht und dichtet nicht elastisch, so dass die Gewindeverschraubung nicht mehr durch Zurückdrehen ausgerichtet werden kann, ohne eine Undichtigkeit zu riskieren
- in der Solarinstallation können Undichtigkeiten auftreten[3]
- dichtet nur bei engen und gleichmäßigen Spalten zuverlässig. Sollen breitere Spalten überbrückt werden, müsste das Band in mehreren Schichten übereinander gewickelt werden. Dann besteht jedoch die Gefahr, dass es sich beim Zusammenschrauben verschiebt, da es wenig Reibungswiderstand entwickelt.[3] Durch die Verwendung von Teflonfaden anstelle von Teflonband können jedoch eventuell auch ungenau gearbeitete Gewinde abgedichtet werden.
- Einige Hersteller von Rohrsystemen aus rostfreiem Stahl raten von der Anwendung ab.[9] Teilweise besteht die Befürchtung, Gewindedichtband könnte Chlorid-Ionen abgeben, die unter ungünstigen Bedingungen den Stahl angreifen.[10]

### Gewindedichtungsfaden
Ein Gewindedichtungsfaden oder kurz Dichtfaden ist ein fadenförmiges Dichtmittel, das aus Polyamiden (mit flüssigem Silikon vorbehandelt) oder PTFE besteht. Der Faden wird wie bei Hanf vom Rohrende zur Rohrmitte um das Gewinde gewickelt, wobei der Faden möglichst in die Vertiefung des Gewindes gelegt wird.

#### Vorteile
- wie bei #Gewindedichtungsband, jedoch bessere Fähigkeit zum Füllen der Spalten bei ungenau gearbeiteten Gewindegängen

### Aluminiumhanf
Aluminiumhanf wird ähnlich wie Hanf verwendet und kann bei Temperaturen bis zu 640 °C eingesetzt werden, gegebenenfalls auch in Verbindung mit Grafitpaste, welche je nach Zusammensetzung im Heizungs- und Sanitärbereich bis 300 °C oder als Graphit-Compound auch bis 1000 °C temperaturbeständig sein kann.

### Bleiwolle
Wolle aus Blei wird als Dichtungsmittel überall dort eingesetzt, wo Dichtungshanf ungeeignet ist. Sie ist besonders für die Feuerwehr von großer Bedeutung (z. B. bei Tankwagenunfällen mit auslaufendem Öl kann Bleiwolle als Dichtung verwendet werden). Auch beim Strahlenschutz spielt Bleiwolle eine gewisse Rolle.

### Glasfaserverstärkter Kunststoff
Für Notreparaturen werden GFK-Systeme angeboten. Meist wird zunächst Epoxidharz von außen auf ein undichtes Rohr aufgetragen. Durch das Umwickeln mit Glasfasermatten kann eine hohe Druckfestigkeit erreicht werden.

### Richtlinien
- DIN EN 751: Dichtmittel für metallene Gewindeverbindungen in Kontakt mit Gasen der 1., 2. und 3. Familie und Heißwasser
  - Teil 1: Anaerobe Dichtmittel
  - Teil 2: Nichtaushärtende Dichtmittel
  - Teil 3: Ungesinterte PTFE-Bänder

## Dichtungsprofile, -bänder und -pads
Flexible Dichtungsprofile aus Elastomeren zur Fugenabdichtung werden in einer Vielzahl von Querschnitten als Hohlkammer- oder Vollprofile angeboten. Häufig sind seitlich abstehende Lippen angeformt, mit welchen sich das Profil in einer entsprechend geformten Fuge verklemmen kann.
Manche Dichtungsprofile sind ebenso wie Klebepads selbstklebend ausgerüstet, so dass sie auf ebenen Flächen angebracht werden können. Andernfalls kann das Dichtmaterial auch durch Schrauben, Nägel oder Tackerklammern befestigt werden.
Dichtungsprofile werden in manchen Anwendungsgebieten auch als Dichtschnüre bezeichnet. 
Ofendichtschnüre bestehen aus feuerfesten Fasern, welche in Nuten im Korpus des Ofens oder in der Ofenklappe eingelegt oder angeklebt werden. 
In flüssiger Form direkt auf ein Bauteil aufgebrachte und anschließend als Dichtschaum aushärtende bzw. vernetzende Dichtschnüre werden in der Industrie auch als Formed in-place foam gaskets bezeichnet.

### Kompriband
Kompriband (auch Anschlagband oder Fugenband) ist ein vorkomprimiertes, imprägniertes Schaumstoffdichtungsband auf Polyurethanbasis, das nach dem Einbringen in eine Fuge langsam expandiert und sich dicht an die Fugenränder anlegt. Kompriband gibt es in der Regel in Ausführungen als Innen- und Außenband.

### Fensterdichtungsband
Neben Kompriband werden auch spezielle Dichtungsbänder bei der Fenstermontage eingesetzt.

## Klebebänder und -folien
Klebebänder und -folien eignen sich zum Schutz von empfindlichen Oberflächen gegen Umwelteinflüsse sowie zur Abdichtung von Rissen, Spalten und Löchern auf Oberflächen, die eine ausreichende Haftung zulassen.

### Selbstverschweißendes Klebeband
Selbstverschweißendes Klebeband kann als Korrosionsschutz für die Außenseite von Rohren und anstelle von Schrumpfschlauch zur Abdichtung von Reparaturstellen an Elektrokabeln eingesetzt werden.

## Spezielle Dichtmaterialien

### Feuerwehr und Rettungsdienste
Von der Feuerwehr werden Schachtabdeckungen und Sinkkastenschnellverschlüsse zum Abdichten von Straßenabläufen und ähnlichen Kanaleinläufen verwendet. Mittel zum Abdichten von Leckagen sind außerdem Leckdichtmanschetten bzw. -bandagen sowie aus Holz oder Kunststoff gefertigte Dichtpfropfen.